# APM Terminals
APM Terminals (Arnold Peter Möller Maersk) est un opérateur portuaire néerlandais. Il est une filiale de Maersk. Il est basé à La Haye aux Pays-Bas